# غرب سيكيم
غرب سيكيم رمزها «WS» (بالإنجليزية: West  Sikkim)‏ ، هو تقسيم إداري لدولة الهند تتبع ولاية سيكيم (بالإنجليزية: Sikkim)‏ ، مركزها هو مدينة جيزنج (بالإنجليزية: Geyzing)‏ عدد سكانها حسب تعداد سنة 2001 هو 123,174 ، مساحتها 1,166 كم² وكثافة السكان 106 لكل كم² .